# St. Marien (Adenbüttel)

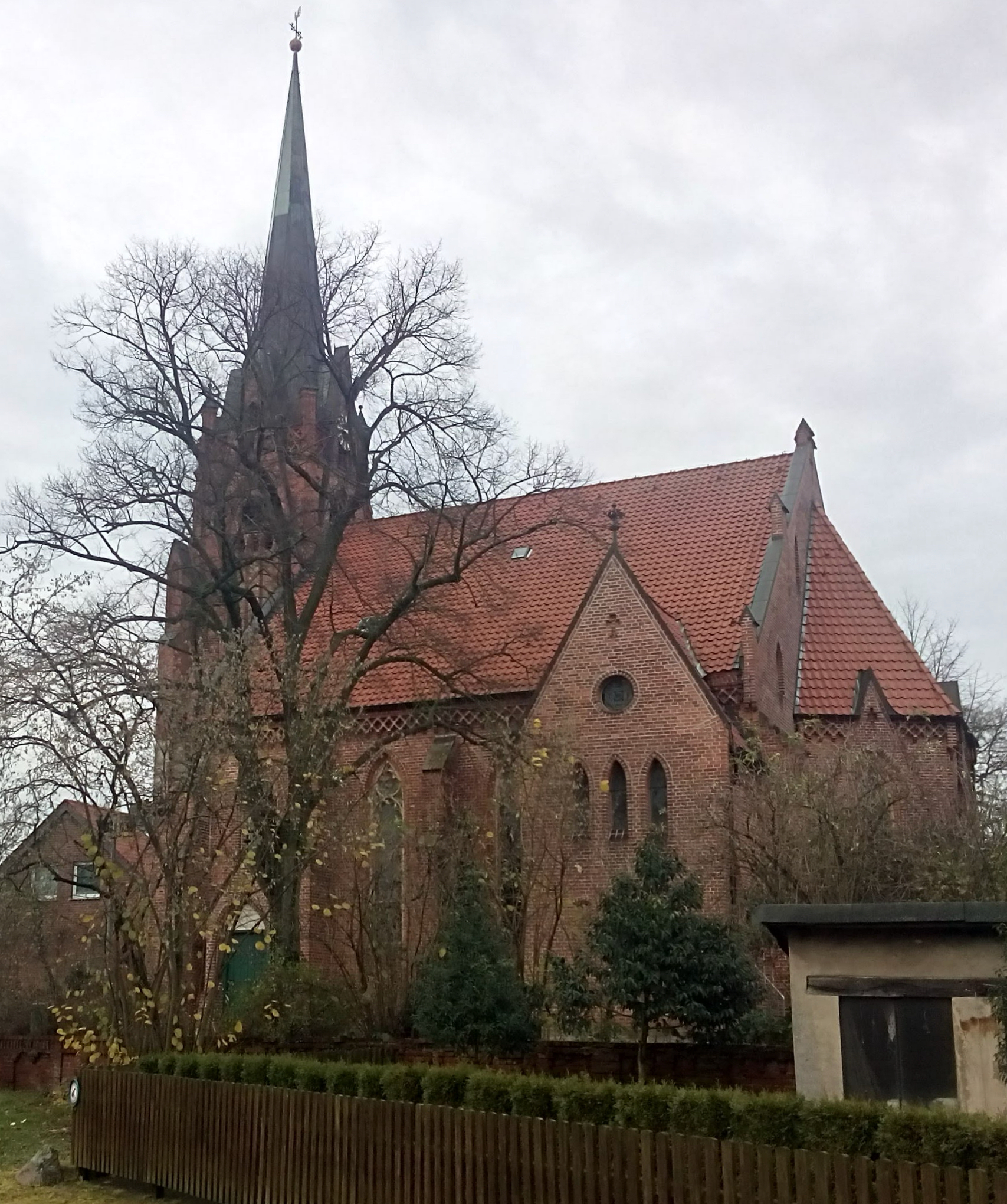
St. Marien

Die evangelisch-lutherische Kirche St. Marien steht in Adenbüttel, einer Gemeinde im Landkreis Gifhorn in Niedersachsen. Sie steht unter Denkmalschutz. Die Kirchengemeinde Adenbüttel gehört zum Kirchenkreis Gifhorn der Evangelisch-lutherischen Landeskirche Hannover.

## Beschreibung
In Adenbüttel befand sich ursprünglich eine kleine Kapelle, die von Mönchen aus dem Kloster Marienrode betreut wurde. Die neugotische Kirche wurde 1865/66 nach Plänen von Wilhelm Tochtermann aus Backsteinen erbaut, nachdem die von 1619 stammende Vorgängerkirche 1860 extrem baufällig geworden war. Das untere Mauerwerk aus Bruch- und Feldsteinen vom Vorgängerbau wurde für den Kirchturm im Westen übernommen. Die Außenwände vom Langhaus werden durch Strebepfeiler und vom Turm durch Strebebögen gestützt. Der Innenraum ist von einem Gewölbe überspannt. Er wirkt durch ein großes quadratisches Joch zentralisiert. Zwei alte Taufbecken, eines aus dem 13. Jahrhundert, ein Abendmahlskelch, die beiden Kirchenglocken und die Turmuhr wurden von der Vorgängerkirche übernommen. Neu sind dagegen der Altar, die Kanzel, das Kruzifix und die vier Hochzeitsstühle. An der Patronatsloge im Norden im Innenraum ist das Wappen der Familie von Marenholtz, die das Kirchenpatronat hatte, erhalten. Die Orgel mit 14 Registern, verteilt auf 2 Manuale und ein Pedal, wurde 1890 von Furtwängler & Hammer gebaut.